# Chamaeza mollissima
Tordo-formigueiro-barrado ou tovaca-barrada (Chamaeza mollissima) é uma espécie de ave da família Formicariidae.
Pode ser encontrada nos seguintes países: Bolívia, Colômbia, Equador e Peru.
Os seus habitats naturais são: regiões subtropicais ou tropicais úmidas de alta altitude.